# Dolmen (revista)
Dolmen es una publicación de divulgación y crítica de historietas,  centrada en el comic book estadounidense. Fue fundada en 1994 por Vicente García del Castillo y Jaume Vaquer desde Palma de Mallorca. Originalmente autoeditada, la revista pasó a ser publicada posteriormente por Ediciones Camaleón y, en la actualidad, por Dolmen Editorial.

## Trayectoria editorial
La revista Dolmen comenzó como un fanzine en abril de 1994, publicando ocho entregas (números -1, 0 y del 1 al 6) entre sus inicios y abril de 1996. En esta primera etapa, tanto los contenidos como la portada eran en blanco y negro, salvo el número 6, donde la portada apareció a color.
Con su número 7 (abril/mayo de 1996) Dolmen adoptó un formato revista, visiblemente más profesional, y comenzó a ser distribuida por Camaleón Ediciones, si bien aún seguía siendo autoeditada. Empero, tras un año de autogestión, en su número 13 (marzo de 1997), la publicación pasó a ser editada por Camaleón Ediciones.
Tras una colaboración de cerca de dos años, la complicada situación en Camaleón Ediciones, al borde del cierre, llevó a los fundadores de la revista a separar sus caminos a finales de 1998, optando otra vez por la autoedición. 
A partir de su número 63 (junio de 2001), la revista Dolmen pasó a ser producida por Dolmen Editorial.
En 2012 la revista alcanzó su número 200, convirtiéndose en la revista sobre cómic más longeva publicada en España en las últimas décadas.

## Colaboradores
Entre sus articulistas destacan Koldo Azpitarte, Pedro Angosto Muñoz, Jorge Iván Argíz, Manuel Barrero, Mariano Bayona Estradera, Martín Capellá, Emilio Cegarra, Juan Carlos Cereza, Julián Clemente, José Alfonso Cobo, Antonio del Castillo, Lorenzo Díaz, Pablo Durá, JD García del Castillo, David Hernando, Rubén David Herrero de Castro, Jesús Jiménez, Manuel López, Miguel Ángel López, Diego Matos, Ricardo Mena, Joel Mercé, Rafa Morey, Begoña Pérez, Ramón Fermín Pérez, Cels Piñol, Ángeles Polo, Manuel Prieto, Ginés Quiñonero, Rob RG, José Joaquín Rodríguez, José Antonio Rubio, Tony Ruiz, José Antonio Serrano, José Ramón Solera o Alejandro M. Viturtia.
Dolmen también incluye en cada número una historieta de humor (normalmente de una página), que a lo largo de los años ha sido realizada por Cels Piñol, David Ramírez, Guillem March, Juan Carlos Bonache o José Fonollosa.

## Derivados
Entre 2001 y 2006 se publicó una serie de cinco comic-books bajo el título Haciendo Amigos recopilando las historietas que realizaron Ramírez y March, normalmente con alguna inédita realizada para la ocasión.
Como complemento a la revista mensual, entre 2004 y 2010 se editó una serie de especiales numerados como Monográficos Dolmen, dedicados en exclusiva a un autor de cómic en concreto (y en alguna ocasión, a un personaje). Se han publicado 17 números de esta serie de especiales, que se publican siempre a tamaño mayor que la revista y encuadernados con lomo.
A partir de 2008 se edita también Dolmen Europa, una "revista hermana" de Dolmen dedicada en exclusiva al cómic español, franco-belga e italiano, y que se publica de forma aperiódica en volúmenes de gran tamaño, en el mismo formato que la colección "Monográficos Dolmen". Tras dos entregas semestrales, la revista publicó tres números más con periodicidad aproximadamente anual, lanzando en diciembre de 2011 el número 5.